# The One (2001)
The One is een Amerikaanse actie/sciencefictionfilm uit 2001, geregisseerd door James Wong. Wong schreef ook mee aan het scenario. De hoofdrollen worden vertolkt door Jet Li, Delroy Lindo, Jason Statham en Carla Gugino. De film is geproduceerd door Revolution Studios en Hard Eight Pictures.

## Verhaal
De film draait om Yu Law. Hij is lid van de "Multiverse Authority" (MVA), een organisatie die tot doel heeft orde in een compleet multiversum te bewaken door poorten naar parallelle universums in te gaten te houden en te voorkomen dat iemand deze voor eigen gewin gebruikt. Yu ontdekt dat als hij naar zo’n parallel universum gaat en de alternatieve versie van zichzelf die daar leeft doodt, diens kracht (zowel fysiek als mentaal) verdeeld wordt over de nog levende versies in de andere universums. Hij besluit om al zijn alternatieve versies te doden om zo hun kracht te absorberen en “de ene” te worden. De andere MVA-agenten, waaronder Rodecker en Evan Funsch, proberen hem tevergeefs te stoppen.
Uiteindelijk is er nog maar 1 alternatieve versie van Yu over: Gabriel Law. Hij is in zijn universum lid van de politie van Los Angeles. Naarmate Yu meer andere versies van zichzelf gedood heeft, zijn ook Gabriels kracht, reflexen en denkvermogen steeds verder gegroeid tot bovenmenselijk niveau, maar hij begrijpt zelf niet hoe dit kan. Ook voor zijn vrouw, T.K. Law, is het een raadsel. Dan dringt Yu Gabriels universum binnen en probeert Gabriel te doden, maar zijn aanslag mislukt. Zo begint een kat-en-muisspel tussen de twee. Daar ze beiden inmiddels bovenmenselijk zijn, zijn ze zeer aan elkaar gewaagd.
Ook Rodecker en Funsch arriveren in Gabriels universum, en overtuigen hem hen te helpen Yu te stoppen. Yu zet Gabriel een extra hak door voor zijn ogen T.K. te vermoorden. Ook Rodecker wordt gedood door Yu. Omda Yu en Gabriel sprekend op elkaar lijken, denkt iedereen dat Gabriel deze moorden op zijn geweten heeft.
Funsch en Gabriel lokken Yu uiteindelijk naar een poort naar het universum waar het hoofdkwartier van de MVA zit. Yu wordt door Gabriel verslagen en verbannen naar een universum dat als gevangeniskolonie wordt gebruikt. De MVA wil Gabriel terugsturen naar zijn eigen universum, maar Funsch weet dat zijn leven daar geruïneerd is. In plaats daarvan stuurt ze hem naar een ander universum waarin Los Angeles de schoonste stad ter wereld is, en waarin T.K. nog leeft omdat zij en Gabriel elkaar nooit hebben ontmoet. Dit geeft Gabriel de kans om zijn leven opnieuw op te bouwen.

## Rolverdeling
- Jet Li - Gabriel "Gabe" Law / Gabriel Yu-Law / Lawless
- Carla Gugino - T. K. Law / Massie Walsh
- Jason Statham - MVA-agent Evan Funsch
- Delroy Lindo - MVA-agent Harry Roedecker / Tankstation klant
- James Morrison - Officier Bobby Aldrich / 'A' World Inmate #1
- Dylan Bruno - Officier Yates
- Richard Steinmetz - Officier D'Antoni
- Steve Rankin - MVA-hoofd
- Tucker Smallwood - Gevangenisdirecteur
- Archie Kao - Woo
- Ashlyn Gere - Dr. Hamilton (als Kimberly Patton)
- Al Gore - zichzelf (stock footage)
- George W. Bush - zichzelf (stock footage)

## Achtergrond

### Reclamecampagne
The One werd aangeprezen met veel slogans, waaronder:
- Stealing the power of the universes one by one
- There can only be one
- Only one will survive
- What would you do if the most dangerous man alive was you?
- In order to save the universe, he will have to fight the fiercest enemy he has ever faced... himself.

De film werd tevens aangeprezen met een officiële website over de MVA genaamd "MVA Mainframe". Hierin werd de geschiedenis van de MVA uitgediept.

### Filmmuziek
1. Drowning Pool - "Bodies"
2. Drowning Pool - "Sinner"
3. Disturbed - "Down with the Sickness"
4. Godsmack - "Awake"
5. Jesse Dayton - "Train of Dreams"
6. Tony Orlando and Dawn - "Knock Three Times"
7. The Capris - "There's a Moon Out Tonight"
8. Papa Roach - "Blood Brothers"
9. Papa Roach - "Last Resort"
10. Linkin Park - "Papercut"

### Ontvangst
The One bracht $19.112.404 op in het openingsweekeinde (ongeveer $6,604 per bioscoop), en kwam daarmee op de 2e plek in de Verenigde Staten. De wereldwijde opbrengst was $72.689.126.

### Wetenswaardigheden
- Oorspronkelijk zou The Rock de hoofdrol gaan spelen.[4][5]
- De ziekenhuisscène is opgenomen in het North Hollywood Medical Center. Dit ziekenhuis dient normaal als locatie voor de televisieserie Scrubs.

## Prijzen en nominaties
The One werd in 2002 genomineerd voor vier prijzen, maar won er geen:
- De Saturn Award voor beste sciencefictionfilm
- De Golden Trailer Award voor Best Title Sequence
- De MTV Movie Award voor beste gevecht (Jet Li tegen zichzelf)
- De Taurus Award voor beste vuurstunt